# 京都市内の通り
京都市内の通り（きょうとしないのとおり）では、旧京都市街の道路と、道路を基準として所在地を表す方式について記す。
同市街は「碁盤の目」といわれる平安京の大路小路に端を発する、南北と東西に直交する格子状の街路を特徴とし、主要な通りに限らずほとんどの通りが固有の名称を持ち、場所（交差点・住所（所在地））を表すためにも用いられる（通り名を用いた場所の表記を参照）。

## 成立と変遷

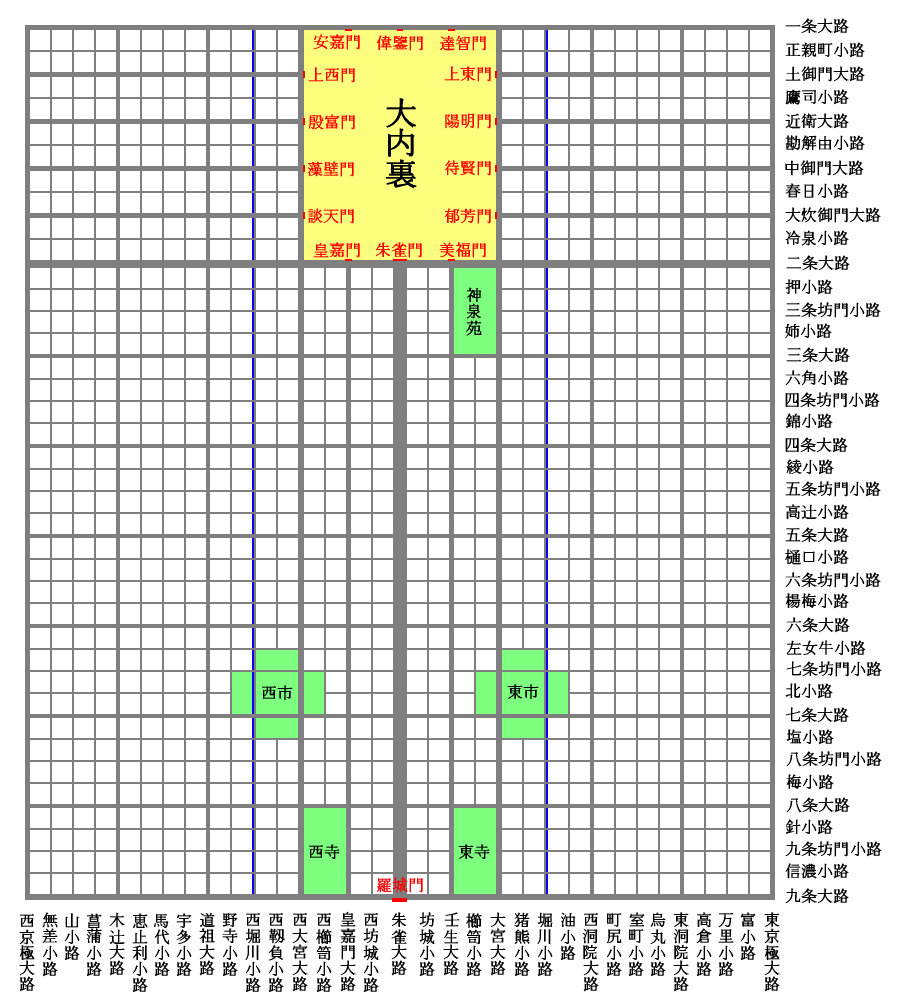
平安京の大路小路

西暦794年（延暦13年）に造営され、日本の首都となった平安京の条坊制に基づく南北と東西に直交する大路小路に端を発する。平安京の中央には、南北に幅28丈（約85メートル）の朱雀大路が位置し、南端には都の正門である羅城門、北端には大内裏の正門である朱雀門につながっていた。また、東西南北には、17丈（約50メートル）から8丈（約24メートル）まで5種類の幅を持つ大路、幅4丈（約12メートル）の小路により、40丈四方の街区「町（まち）」に区画された。
その範囲は、北端が現在の一条通、南端が九条通、東端が寺町通にあたる。なお、西端は、概ね現在の葛野大路通付近にあたるが、都の西半分である右京が寂れたこともあり、街路としては継承されている訳ではない。
10世紀初期の『延喜式』においては、平安京内の縦横に設けられた街路の幅員について詳細に示されている。しかしながら、固有の街路名は「朱雀大路」が見えるだけであり、外周を「東極大路」、「南極大路」などと示すのみである。
街路（大路小路）が固有の名称を持つ時期は定かではなく、自然発生的に生じたと考えられるが、10世紀後半には、町尻小路・町口小路、室町小路、油小路、具足小路（錦小路）、綾小路、塩小路などの名称が用いられ、大路小路が固有の名前で呼ばれるようになった。街路の名称を用いた場所の表現についても10世紀後半にさかのぼることができる。
平安時代後期になると、都は左京中心になるとともに、都市域が一条を越えて北へ広がり、街路も北進した。また、白河殿の設置など二条大路を介して鴨川東岸へも広がった。
中世以降、街路の幅は狭小化した。これは、街路を中心とした向き合う部分がコミュニティを構成する両側町の成立とも大いに関係する。
戦国時代末期には、現在使われる「通（とおり）」という表現で呼ばれるようになり、またこの戦国時代から織豊期に掛けての時期に、現在にも伝わる新しい名称が多く生まれ、近世に掛けて定着した。
また、この時期、京都の町割りに大きな変更を行ったのが、豊臣秀吉である。御土居を築造し、寺町通・室町通間及び堀川通以西で半町ごとに新しい街路を南北に通す、天正の地割を行った。
江戸時代においては、大きな変化はなかったものの、河原町通・木屋町通など鴨川西岸、鴨東と呼ばれる鴨川東岸の開発が進んだ。
明治時代から大正時代に行われた三大事業によって、烏丸通、千本通・大宮通、東大路通、丸太町通、四条通、七条通の拡築と市電の敷設が行われた。また、その後の都市計画事業（市区改正設計）として北大路通・西大路通・九条通・東大路通の市内外周道路のほか河原町通などの主要道路の拡築が行われた。市街地周辺部の街路も土地区画整理事業とともに、この時期から整備されていった。
第二次世界大戦時には防火を目的に強制的に建物疎開が行われた。高辻通、智恵光院通等において消防道路の敷設のため、また御池通・五条通・堀川通などに沿って大幅な防火帯の形成のために建物疎開が行われ、戦後の道路拡幅に用いられることになった。

## 通り名を用いた場所の表記
京都市内の東西・南北の通りは、古くは平安京以来の直角に交差する街路を踏襲していることから、市街地のある地点を標示する時、東西・南北の通りの交差点をどちらに行くのかという表示さえすれば、その地点まで容易にたどり着くことができる。
そのため京都では、辻（交差点）の名称を交差する街路名の合成により表すこと、また東西と南北の通りの名称の組み合わせと方向指示により場所を表示することが、長年にわたり使われ続けており、京都市の新たに編入された地域を除いた旧市内では、住民票等の公的な住所の表記にも用いられる。

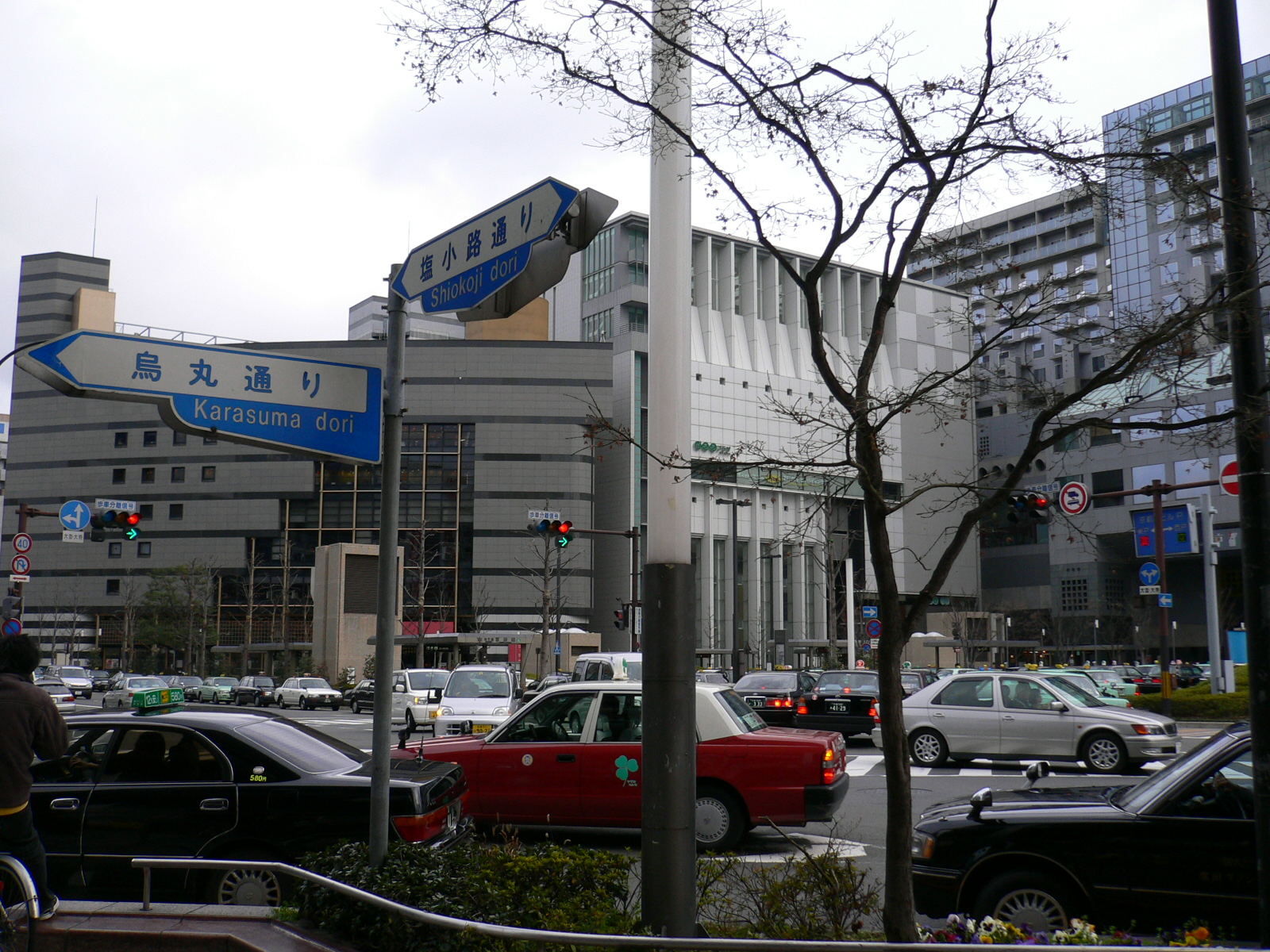

### 交差点
市内中心部の交差点は、交差する2つの通り名の合成により、たとえば三条通と河原町通の交差点は、それぞれの名称から「通」を除いたもの（「三条」と「河原町」）を用いて、「三条河原町」や「河原町三条」のように称される。どちらの通りを先に呼称しても意味は通じるが、多くの場合どちらかの通りを先に呼ぶものが固有名詞化しており、上述の例では、交差点の表示やバス停の名称は「河原町三条」で統一されている。公共の場所での呼称統一は明治以降進められているが、同じ国道上の標識でも2025年まで2通りの交差点名が併存していたなど、名称に正誤はない。
こうした固有名詞として用いられる交差点名・バス停名は、多くがかつて存在した京都市電の停留所名を継承したものになっているが、それも含めて、固有名詞化した交差点名・停留所名について、東西と南北のどちらの通りを先に呼ぶかについての明確な法則性はない（例：「四条烏丸」「四条河原町」「五条千本」「北大路新町」「高辻葛野大路」等）。また、道路上の交差点名の表記では「五条大宮」である一方、バス停の名称は「大宮五条」であるなど不一致がみられる例もある。
通り名の合成により交差点名を表す場合、基本は「通」の語を除くが、「白川通今出川」など「通」を除かない場合もある。なお、東大路通と交わる交差点に関しては、東大路通の別称及び旧称である東山通が用いられ「東山○○」と称す（例：「東山五条」）。また、川端通と三条通、四条通、五条通、七条通との交差点は「川端○条」ではなく、「○条大橋」と称す（例：「三条大橋」）。しかし、東一条通、二条通との交差点については川端東一条、川端二条と称する。
東大路通と四条通の交差点が「祇園」（交通情報等においては「祇園石段下」）、東大路通と今出川通の交差点は「百万遍」、丸太町通と白川通の交差点を「天王町」、西大路通と丸太町通の交差点を「円町」（住所表記やバス停などは「西ノ京円町」）、西大路通と今出川通の交差点を「北野白梅町」、千本通と御池通の交差点を「二条駅東口」、九条通と壬生通の交差点を「京阪国道口」と称す等の例外も一部存在する。
市内中心部では、こうした通り名の合成による交差点名が単なる交差点の名称だけでなく、周辺一帯を示す地名になっている場合がある。例えば「四条河原町」は京都市の繁華街、「四条烏丸」はビジネス街を表す地名として認識されている。
辻（交差点）を東西・南北の街路（大路小路）の名称の合成により表すことは、おおよそ11世紀から用いられるようになる。平安時代の貴族の日記の分析によれば、東西路を先に、南北路を後に記す例が多い。

### 住所

#### 表記の法則
市内中心部など主に格子状の街路を持つ地域では、目的地がどの通りのどの場所にあるのかということが分かれば場所を特定することができることから、まず目的地が面している通り名を示し、次にその通りと直近で交差する通り名を末尾の「通」の語を除いて示したうえで、その交差点から見た目的地の位置を、北に向かう場合は「上ル／上る」（あがる）、南へは「下ル／下る」（さがる）、東西に向かう場合はそれぞれ「東入」（ひがしいる）、「西入」（にしいる）と表記する方法が用いられ、南北・東西それぞれの通りに面した場所について、以下のように表記される。
南北の通りに面した場所
南北の△△通に面し、東西の○○通から北に進んだところにある場所は「△△通○○上ル（あがる）」であり、○○通から南に進んだところにある場所は「△△通○○下ル（さがる）」である。
東西の通りに面した場所
東西の□□通に面し、南北の××通から東に進んだところにある場所は「□□通××東入（ひがしいる）」であり、××通から西に進んだところにある場所は「□□通××西入（にしいる）」である。
上記において、東西の通りに面した場所を示す場合の南北の街路や、南北の通りに面した場所を示す場合の東西の街路の名称の末尾が「通」である場合、「通」の語を除くのが原則であるが、「御前通」については「通」の語をつけたまま記すことがある。また、例えば「仁和寺街道」や「三条通北裏」など、末尾に「通」の付かない場合はそのまま表記する。
通り名の付いていない道（辻子（図子）や路地）に折れて入っていく場合、「上る東入」などの表記をする例もみられる。また、名前の付いた通りとの交差点からの間が長く、複数の町が存在するような場合は、「上る二丁目」などの表記もある。これらの表記は、平安京域外の上京区の北側に多く見られる。

#### 公的な住所の表記
市内の中心部（明治22年（1889年）の市制施行時に京都市域であった場所）においては、その場所を上記の表記の法則により示したうえで町名（公称町名）と番地を付したものが、住民票等に記される公的な住所（所在地）の表記方法として用いられる。後述のとおり、現在の公的な住所の表記においては、南北の通りに面した場所についてはひらがなの「上る」「下る」、東西の通りに面した場所については送り仮名のない「東入」「西入」が用いられる。例として、京都市役所の所在地は「京都市中京区寺町通御池上る上本能寺前町488番地」と表記される。
尚、公的書類であっても自動車検査証の所有者・使用者の住所・所在地、使用の本拠の位置は通り名のない「京都府京都市〇〇区〇〇町＋番地」での登録・届出となり、「〇〇通〇〇上る」に対応する住所コード・例外コードもない為、通り名を含む住所等は記載できない。
なお、公的な住所の表記が求められない、単に所在地を表すような場合、通常上記の表記の法則により「上ル／上る」「下ル／下る」「東入（東入ル／東入る）」「西入（西入ル／西入る）」までを記し、町名や番地は省略して記さないのが一般的である。また公的な住所の表記では通り名を用いた表記を行わない市内周縁部でも、上記の法則により所在地を表記することが一般的に行われている。
「通」の文字を付けず、通りの順序に法則性のない「交差点名」に「上ル／上る」「下ル／下る」「東入（東入ル／東入る）」「西入（西入ル／西入る）」を付け、例えば「四条烏丸下る」との表記も通用するが、前述の表記の法則に則っておらず公的な住所の表記には用いられない。また交差点名や「○○通△△」の表記と併せて、方位を用いて「○○角」とする、例えば「東南角」といった表記もまた同様に一般的には通用する一方で公的な住所の表記には用いられない。
近年インターネット上では通りを略して区名に続けて町名を書いている場合があるが、同じ区内に同名の町名が存在する場合に対応できないことに留意されたい。

#### 表記の差異
「通」と「通り」
個別の通りの名称について、「通（とおり）」には送り仮名「り」を付けないのが通例である。京都市の道路台帳の名称でも送り仮名「り」を付けず、公的な住所の表記において用いられる通りの名称でも送り仮名を振らない。例外として道路標識では全国標準に基づき「通り」として送る表記を採用している。
「上ル」「下ル」と「上る」「下る」
「上ル／上る」「下ル／下る」については、現在、住民票等の公的な住所の表記では「上る」「下る」のように平仮名の送り仮名しか認められなくなっているが、かつては正式な表記が「上ル」「下ル」であり、現在でもこちらが一般的に使われる。
「東入」「西入」と「東入ル／東入る」「西入ル／西入る」
また「東入（東入ル／東入る）」「西入（西入ル／西入る）」について、「東入」「西入」は送り仮名を振らないのが通例であり、公的な住所の表記でも送り仮名を振らないが、「東入ル／東入る」「西入ル／西入る」と表記することも一般的に使われる。

### 表記の歴史
街路の名称を用いた場所の表現については10世紀後半にさかのぼることができ、直交する通り名の合成による地名（交差点名）の表記は11世紀初頭から、また、現在も用いられる「○○通○○下ル」などの東西・南北の通りの名前の組み合わせと方向指示による表記については17世紀中期からその用例が見られる。
また、通りを「通」と表記する史料の初出は、天文8年（1539年）『親俊日記』の 「室町通」であり、戦国時代以降にこの表現が定着したとされる。

## 通りを覚える歌
京都市の中心部の東西・南北の通りの名を覚えるために、通りの名前を編み込んだ唄がいくつか知られている。その中でも代表的なものが下の2曲である。節の最初を取り、南北の通りについては「寺御幸」（てらごこ）、東西の通りについては「丸竹夷」（まるたけえびす）とも呼ばれる。なお、丸竹夷が口伝えに伝えられてきたものであるのに対し、寺御幸は一度途絶えてしまったものを、過去の史料をもとに再編したものである。
京都放送（KBS京都）は1988年4月から数年間『姉三六角蛸ワイド』（あねさんろっかくたこワイド）というテレビのワイド番組を放送したことがある。京都銀行が「寺御幸」を、聖護院八ツ橋総本店が「丸竹夷」をテレビ広告で使ったこともある。また、フィクションでは『名探偵コナン 迷宮の十字路』に登場している。
歌詞についてはいくつかのバリエーションがみられる。ここに示すのはその中の一例である。

### 南北の通り（寺御幸）
寺町、御幸町、麩屋町、富小路、柳馬場、堺町、高倉、間之町、東洞院、車屋町、烏丸、両替町、室町、衣棚、新町、釜座、西洞院、小川、油小路、醒ヶ井、堀川、葭屋町、猪熊、黒門、大宮、松屋町、日暮、智恵光院、浄福寺、千本
「西陣」は通りの名ではない。

### 東西の通り（丸竹夷）
丸太町、竹屋町、夷川、二条、押小路、御池、姉小路、三条、六角、蛸薬師、錦小路、四条、綾小路、仏光寺、高辻、松原、万寿寺、五条、（雪駄屋町）、鍵屋町、（銭屋町）、（魚棚）、六条、三哲、七条、八条、九条、十条、東寺
なお、雪駄屋町通は現在楊梅通、銭屋町通は現在的場通、魚の棚通は現在六条通。三哲は塩小路通。
下を「五条」で唄を終えることもある。また、魚の棚以南の個所には異なって伝わっている歌詞が多くある。比較的よく歌い慣らされているのは、上記の通り、十条通を歌い込むものだが、三哲通（塩小路通）が七条通より早く歌われるとともに、九条通にある東寺を十条通とともに掲げるなど、実際の通りの順序と異なって歌われている。さらに十条通は昭和期に作られた新しい通りであることなどから、語呂合わせを混ぜながら時代により変化していたとも考えられている。
なお、上は丸太町通から始まっているが、江戸時の町家の上手はおおむね丸太町から始まり、下は五条程度であった。また、昭和初期まではその外では田畑も多かった。このため終わりが七条までになっている歌詞もある（下表参照）。
なお、万年寺通は現在花屋町通で、「珠数屋二筋」の上珠数屋町通・下珠数屋町通より北にあり、これも通りの順序が入れ替わって唄われている（中珠数屋町通である正面通は唄われていない）。
また、通りを歌う順番を実際の並びの通りに示した歌詞もある。
また、丸竹夷の最初につけて丸太町通から北の東西通り名を歌いこむ歌詞として、以下のものがある。
鞍馬口、寺之内、上立売、五辻、今出川、元誓願寺、武者小路、一条、中立売、上・中・下長者町、出水、下立売、椹木町
また、丸竹夷も、寺御幸についても、上に掲げるもの以外のバリエーションは数多く存在する。また、丸竹夷（東西の通り）に続いて、寺御幸（南北の通り）を歌うものもある。
寺御幸
「浄福千本さては西陣」
丸竹夷
「九条十条でとどめさす」

### その他
その他有名なものとして、丸太町通から松原通までの東西の通りを歌うものとして以下のものがある。
丸太町通、竹屋町通、夷川通、二条通、押小路通、御池通、姉小路通、三条通、六角通、蛸薬師通、錦小路通、四条通、綾小路通、仏光寺通、高辻通、松原通

## 図子（辻子）と路地
地割の内部にアクセスするため、路地（「ろーじ」と発音される）が作られる。多くは袋小路で、表の通りから路地への入り口には、門が設けられたり住民の表札が掲げられたりすることがよくある。表の家屋の二階が上を覆っている場合もある。
このように、京都における路地はきわめて内部的なもので、部外者の通行が自由である通りとは画然とした区別がある。道幅は人の擦れ違いが出来ないようなものから、軽自動車が行き違えるようなものまで様々である。
先斗町通と木屋町通を繋ぐビルの通路は、建物が現代化されても生き残っている路地といえよう。
袋小路の路地の突き当たりを貫通させるなどによって、通り抜けのできる小路を図子（ずし、辻子とも表記する）と呼ぶ。路地と異なり、一般の通り抜けが認められている。
図子には「革堂図子」や「紋屋図子」など、名前がつけられているものがある。中心部の町名に「図子」や「突抜」とあるものは図子に由来する。
背中合わせの路地を繋いで図子とした経緯を物語るものもある。中ほどで直角にあるいは鍵の手に折れ、その前後で道幅が違っている。京都の「通り」の直線的で遠くを見通せる形とは違う姿が図子には見える。
道幅が狭い通りを単純に路地と呼ぶのではないことに注意が必要である。
特に図子の集中する地域として、上京区の一条通以北が挙げられる。この地域はもともと平安京の範囲外だったが、市街地の拡大により南北方向の通りが北に延長され、これらを東西方向に連絡するための図子が作られた。

## 通りの一覧
（）内は通りの別名（一部区間のみの別名も含む）。また同じ行に記した通りは南北または東西の同一直線上にある。また、市街地のほとんどの通りに固有の名称がつけられていることは日本の大都市では希有な例である。

### 南北の通り
東側から

#### 高野川 - 鴨川以東
- 鹿ヶ谷通
- 白川通
- 高原通
- 神楽岡通
- 吉田東通
- 岡崎道
- 神宮道
- 桜馬場通
- 古川町通
- 二年坂
- 産寧坂（三年坂）
- 東大路通（東山通）
- 鞠小路通
- 西寺町通
- 新高倉通
- 新間之町通、新堺町通
- 新東洞院通、新柳馬場通
- 新車屋町通、新富小路通
- 新麸屋町通
- 新丸太町通
- 花見小路通
- 切り通し
- 大和大路通（縄手通）
- 大黒町通
- 本町通
- 宮川町通
- 新本町通
- 鞘町通
- 問屋町通
- 川端通
- 師団街道

#### 高野川以西 賀茂川以東
- 下鴨東通
- 松ヶ崎通
- 宝ヶ池通
- 下鴨本通
- 下鴨中通
- 上賀茂中通
- 下鴨西通

#### 賀茂川 - 鴨川以西 堀川以東（鞍馬口より南）
- 東上総通
- 上総通
- 塔ノ段通
- 三本木通（東三本木通、西三本木通）
- 先斗町通、西石垣通
- 加茂川筋
- 二ノ宮町通
- 三ノ宮町通、須原通
- 木屋町通
- 西木屋町通
- 土手町通
- 中町通
- 河原町通
- 新椹木町通
- 新烏丸通
- 裏寺町通
- 新京極通
- 寺町通 - 平安京の東京極大路
- 梨木通
- 御幸町通
- 麩屋町通（白山通） - 平安京の富小路
- 富小路通
- 柳馬場通 - 平安京の万里小路
- 堺町通
- 高倉通 - 平安京の高倉小路
- 間之町通
- 東洞院通 - 平安京の東洞院大路
- 車屋町通、不明門通
- 烏丸通 - 平安京の烏丸小路
- 両替町通、諏訪町通
- 室町通 - 平安京の室町小路
- 衣棚通
- 新町通 - 平安京の町口小路
- 釜座通、若宮通
- 西洞院通 - 平安京の西洞院大路
- 小川通、東中筋通（天使突抜通）
- 油小路通（新堀川通） - 平安京の油小路
- 西中筋通
- 醒ヶ井通

#### 堀川以西（鞍馬口より南）
- 東堀川通
- 堀川通 - 平安京の堀川小路
- 葭屋町通、岩上通
- 猪熊通 - 平安京の猪隈小路
- 黒門通
- 旧大宮通
- 大宮通 - 平安京の（東）大宮大路
- 大宮通西裏
- 松屋町通
- 日暮通、 神泉苑通 、櫛笥通 - 平安京の櫛笥小路
- 西日暮通
- 智恵光院通、矢城通、壬生川通、壬生通、京阪国道 - 平安京の壬生大路
- 裏門通、美福通
- 浄福寺通、坊城通 - 平安京の（東）坊城小路
- 土屋町通
- 千本通 - 平安京の朱雀大路
- 新千本通
- 六軒町通、東新道
- 七本松通（中新道） - 平安京の皇嘉門大路
- 相合図子通（下ノ森通）、西新道
- 東御前通
- 御前通 - 平安京の西大宮大路
- 天神通（御前通西裏、仲町通）
- 西土居通
- 平野通
- 高山寺通
- 西大路通 - 平安京の野寺小路[18]
- 鏡石通
- 佐井東通
- 佐井通（春日通） - 平安京の道祖大路
- 佐井西通（中ノ橋通） - 平安京の宇多小路
- 馬代通 - 平安京の馬代小路
- 西小路通（葛野東通）
- 木辻通 - 平安京の木辻大路
- 河原図子通（花園高校通）
- 葛野大路通 - 平安京の無差小路
- ほほえみ通り 西京極商店街[19]、京都外大西高等学校と京都外国語大学国際文化資料館に挟まれている道路（通り名なし） - 平安京の西京極大路
- 天神川通（葛野中通）
- 葛野西通
- 清滝道
- 長辻通

#### 鞍馬口通より北
- 大宮通（新大宮通）
- 大徳寺通（旧大宮通）
- 牛若東通
- 牛若通
- 船岡東通
- 上野西通
- 上野通
- 船岡西通
- 紫竹西通

### 東西の通り
北側から

#### 鞍馬口通より北
- 宝ヶ池通
- 上賀茂本通
- 御薗橋通
- 竹殿上通
- 竹殿北通
- 竹殿通
- 竹殿南通
- 玄以北通
- 玄以通
- 玄以南通
- 大門北通
- 大門通
- 大門南通
- 北山北通
- 北山北中通
- 北山通
- 北山南通
- 紫竹北通
- 紫竹通
- 紫竹南通
- 今宮北通
- 今宮北中通
- 今宮通
- 今宮南通
- 小柳北通
- 小柳通
- 小柳南通
- 紫野北通
- 紫野通
- 紫野南通
- 若菜通
- 若菜中通
- 若菜南通
- 北泉通
- 曼殊院道
- 北大路通
- 御所田上通
- 御所田北通
- 御所田北中通
- 御所田通
- 御所田南中通
- 御所田南通
- 御所田下通
- 建勲北通
- 建勲北中通
- 建勲通
- 紫明通
- 旭通[20]
- 船岡北通
- 船岡南通

#### 鞍馬口通 - 丸太町通
- 鞍馬口通、東鞍馬口通
- 氷室道
- 上御霊前通
- 廬山寺通
- 寺之内通
- 上立売通、平野門前通
- 五辻通
- 上七軒通
- 御蔭通
- 今出川通（東今出川通）
- 石薬師通
- 中筋通
- 元誓願寺通、今小路通
- 笹屋町通
- 武者小路通
- 横神明通
- 一条通、東一条通 - 平安京の一条大路
- 中立売通 - 平安京の正親町小路
- 広小路通
- 仁和寺街道
- 上長者町通 - 平安京の土御門大路
- 中長者町通
- 下長者町通（鷹司通） - 平安京の鷹司小路
- 志賀越道
- 近衛通、荒神口通、出水通 - 平安京の近衛御門大路
- 神楽坂通
- 上切通し
- 下切通し
- 春日北通、春日上通
- 下立売通 - 平安京の勘解由小路
- 椹木町通 - 平安京の中御門大路

#### 丸太町 - 五条
- 丸太町通（新丸太町通） - 平安京の春日小路
- 旧丸太町通
- 郁芳北通
- 郁芳通
- 郁芳南通
- 郁芳下通
- 竹屋町通（東竹屋町通） - 平安京の大炊御門大路
- 太子道（旧二条通）
- 新二条通（太子道）
- 夷川通、冷泉通 - 平安京の冷泉小路
- 二条通 - 平安京の二条大路
- 仁王門通
- 押小路通 - 平安京の押小路
- 御池通 - 平安京の三条坊門小路
- 孫橋通
- 上姉小路通
- 姉小路通 - 平安京の姉小路
- 三条通（新三条通） - 平安京の三条大路
- 若松通
- 古門前通、華頂道
- 白川北通
- 新門前通
- 知恩院道、新橋通
- 白川南通
- 末吉町通（新橋南通）
- 富永町通
- 六角通 - 平安京の六角小路
- 蛸薬師通 - 平安京の四条坊門小路
- 錦小路通 - 平安京の錦小路
- 四条通 - 平安京の四条大路
- 高台寺北門通
- 高台寺南門通
- 安井北門通
- 宮川町東西通
- 八坂通
- 土居之内北通
- 綾小路通 - 平安京の綾小路
- 土居之内通、矢掛通
- 土居之内南通
- 仏光寺通 - 平安京の五条坊門小路
- 高辻北通
- 高辻通 - 平安京の高辻小路
- 高辻南通
- 松原通、清水坂 - 平安京の五条大路
- 万寿寺通、柿町通、六波羅裏門通 - 平安京の樋口小路
- 万寿寺南通
- 五条通、五条坂 - 平安京の六条坊門小路

#### 五条通より南
- 楊梅通、鍵屋町通、中堂寺通 - 平安京の楊梅小路
- 下坂通
- 渋谷通
- 的場通
- 六条通、丹波口通 - 平安京の六条大路
- 中堂寺南通
- 花屋町通 - 平安京の左女牛小路
- 旧花屋町通、上ノ口通
- 上珠数屋町通
- 正面通（中珠数屋町通、御前通） - 平安京の七条坊門小路
- 北小路通、下珠数屋町通 - 平安京の北小路
- 七条通 - 平安京の七条大路
- 下魚棚通
- 木津屋橋通 - 平安京の塩小路
- 塩小路通（三哲通）、西塩小路通 - 平安京の八条坊門小路
- 梅小路通 - 平安京の梅小路
- 南梅小路通
- 八条通 - 平安京の八条大路
- 泉涌寺道
- 針小路通 - 平安京の針小路
- 東寺通 - 平安京の九条坊門小路
- 九条通 - 平安京の九条大路
- 札辻通
- 十条通
- 祥鳥橋通
- 久世橋通

### 伏見市街地の通り

#### 南北の通り
- 直違橋通
- 師団街道
- 京町通
- 両替町通
- 新町通

#### 東西の通り
- 稲荷道
- 第一軍道
- 第二軍道
- 第三軍道
- 新城南宮道
- 城南宮道
- 墨染通
- 津知橋通
- 上板橋通
- 丹波橋通
- 下板橋通
- 毛利橋通
- 大手筋通
- 魚屋通
- 油掛通

### その他の通り
- 哲学の道
- 後院通 - 市内では珍しい斜めに走る通り
- 加茂街道
- きぬかけの路
- 外環状線
- 新十条通
- 滑石道（醍醐道）
- 東山ドライブウェイ

### 街道
- 東海道（国道1号）・中山道・北陸道（国道8号） - 京都市内では重複
  - 大津街道（京都府道201号中山稲荷線、滋賀県道・京都府道35号大津淀線） - 京を通らず、大津宿と伏見宿を結ぶ街道。大津側からは伏見街道と呼ばれる
    - 大岩街道 - 大津街道の一部
- 大和街道・奈良街道（国道24号） - 京都・伏見間は以下の2つの経路がある
  - 竹田街道（京都府道115号伏見港京都停車場線、国道24号）
  - 伏見街道（本町通・直違橋通）
- 鳥羽街道
- 大坂街道（京都府道・大阪府道13号京都守口線）
- 西国街道（国道171号）
- 山陰街道（国道9号）
- 鯖街道（若狭街道）（国道367号）
- 周山街道（国道162号）

※ 京街道も参照されたい。